# Harry Lockhart
Harrison Timothy „Harry” Lockhart (ur. 8 sierpnia 1952) – bahamski lekkoatleta, olimpijczyk.
Uczestnik Letnich Igrzysk Olimpijskich 1972 w sztafecie 4 × 100 m. Z wynikiem 40,48 s zajął 5. miejsce w swoim biegu eliminacyjnym – nie dało to sztafecie bahamskiej awansu do półfinału (w składzie znaleźli się także: Walter Callander, Danny Smith i Mike Sands).